# Попо I граф фон Бланкенбург
Попо I фон Бланкенбург (на немски: Poppo I von Blankenburg; * пр. 1314; † сл. 1367) е граф на Бланкенбург в Харц.

## Произход
Той е син на граф Хайнрих III фон Бланкенбург „Млади“ († 1330) и съпругата му София фон Хонщайн († 1322), дъщеря на граф Хайнрих III фон Хонщайн-Арнсберг-Зондерсхаузен († 1305) и Юта фон Равенсберг († 1305). Брат е на Хайнрих IV фон Бланкенбург († сл. 1334), домхер в Магдебург (1318 – 1334), домхер в Хилдесхайм (1321 – 1324), Зигфрид VII фон Бланкенбург († сл. 1322), Херман II фон Бланкенбург († 1364), домхер в Халберщат (1324 – 1349), архдякон във Видерщет (1341 – 1344), домхер в Оснабрюк (1341 – 1349), и на Гербург фон Бланкенбург († сл. 1322), омъжена пр. 1321 г. за Бурхард IX 'Млади' фон Шрапелау, господар на Ветин († сл. 1365).

## Фамилия
Попо I фон Бланкенбург се жени за Ода фон Вернигероде († сл. 1353), дъщеря на граф Конрад III фон Вернигероде († 1339) и принцеса Хелена фон Брауншвайг-Люнебург († 1320), дъщеря на херцог Йохан I фон Брауншвайг-Люнебург († 1277) и Луитгард фон Холщайн († 1289). Те имат трима сина, които умират млади:
- Фридрих фон Бланкенбург (* пр. 1353/1354; † сл. 13 юли 1368)
- Албрехт фон Бланкенбург (* пр. 1353; † сл. 1354)
- Попо II фон Бланкенбург (* пр. 1353; † сл. 13 юли 1368)